# ناتالي سميث
ناتالي سميث (بالإنجليزية: Natalie Smith)‏ هي لاعبة رماية أسترالية، ولدت في 23 مارس 1975.

## روابط خارجية
- ناتالي سميث على موقع Paralympic.org (الإنجليزية)
- ناتالي سميث على موقع IPC.InfostradaSports.com (مؤرشف) (الإنجليزية)
- ناتالي سميث على موقع اللجنة البارالمبية الأسترالية (الإنجليزية)